# Marian Leśniewski
Marian Leśniewski (ur. 3 września 1931 w Janikowicach, zm. 28 sierpnia 2017) – polski pracownik handlu zagranicznego, działacz partyjny i funkcjonariusz Służby Bezpieczeństwa, chargé d’affaires PRL w Peru (1969–1970).

## Życiorys
W 1951 rozpoczął studia na Wydziale Dyplomatyczno-Konsularnym Szkoły Głównej Służby Zagranicznej, które ukończył w 1954. Pracował jako asystent w Katedrze Ekonomii Politycznej Politechniki Warszawskiej. Od września 1959 do sierpnia 1966 pracował w Przedsiębiorstwie Handlu Zagranicznego (PHZ) „Universal”, gdzie doszedł do stanowiska dyrektora biura branżowego. Od września 1966 do stycznia 1971 jako pracownik Ministerstwa Handlu Zagranicznego pracował w ambasadzie w Limie, którą kierował jako chargé d’affaires od 1 sierpnia 1969 do 30 listopada 1970. Od lutego 1971 pracował w Polskim Towarzystwie Handlu Zagranicznego dla Elektrotechniki „Elektrim”, a od stycznia 1972 w PHZ „Unitra”. W roku 1974/1975 odbył podyplomowe studium służby zagranicznej w Wyższej Szkole Nauk Społecznych przy KC PZPR. Pozostawał czynny zawodowo co najmniej do 1987.
Był członkiem Ochotniczej Rezerwy Milicji Obywatelskiej. W latach 1964–1966 odbył indywidualny kurs wywiadowczy zorganizowany przez Departament I Ministerstwa Spraw Wewnętrznych. Od 1 marca 1964 był funkcjonariuszem Departamentu I MSW, pracując na etacie niejawnym oficera operacyjnego (1964–1967), starszego oficera (1967–1975) oraz młodszego inspektora (1975–1976). Pracę w Służbie Bezpieczeństwa zakończył na własną prośbę 29 lutego 1976 w stopniu kapitana.
Członek Związku Młodzieży Wiejskiej „Wici” (1946–1948) oraz Związku Młodzieży Polskiej (1948–1956). 3 stycznia 1951 wstąpił do Polskiej Zjednoczonej Partii Robotniczej (PZPR). W ramach PZPR pełnił szereg funkcji: delegata na Konferencję Warszawską PZPR (1957), instruktora Komitetu Dzielnicowego Warszawa-Śródmieście (1954–1955), sekretarza ds. organizacyjnym Komitetu Uczelnianego Politechniki Warszawskiej (1955–1959) oraz członka jej egzekutywy (1959), członka Komitetu Dzielnicowego Warszawa-Śródmieście (1957–1959), I sekretarza podstawowej organizacji partyjnej przy PHZ „Uniwersal”.
Syn Jana i Janiny. Miał córkę. Pochowany na Cmentarzu Wojskowym na Powązkach.